# Albertisia papuana
Albertisia papuana är en tvåhjärtbladig växtart som beskrevs av Odoardo Beccari. Albertisia papuana ingår i släktet Albertisia och familjen Menispermaceae. Inga underarter finns listade i Catalogue of Life.